# Michaël Taverne
Pour les articles homonymes, voir Taverne.
Michaël Taverne, né le 10 mars 1979 à Maubeuge (Nord), est un policier et homme politique français.
Membre du Rassemblement national, il est élu député dans la 12e circonscription du Nord lors des élections législatives de 2022 et réélu lors des élections législatives de 2024.

## Biographie

### Études et profession
Après des études de sciences et techniques des activités physiques et sportives (STAPS), Michaël Taverne devient policier à l'âge de 21 ans et exerce au sein du commissariat central de Lille en qualité d'instructeur.

### Parcours politique
Membre du parti politique L'Avenir français et ancien cadre de Debout la France, il rejoint le Rassemblement national en 2019.
Lors des élections législatives de 2022, il est le candidat du RN dans la douzième circonscription du Nord, où il obtient 33,91 % des suffrages au premier tour. Il est élu au second tour avec 52,82 % des voix, battant la députée LREM sortante Anne-Laure Cattelot. Il siège au sein du groupe RN et est membre de la commission de la Défense nationale et des Forces armées.
Dans le cadre de la première « niche parlementaire » du RN, il dépose une proposition de loi visant à instituer une présomption de légitime défense pour les membres des forces de l'ordre.
Valentin Delhaye, son suppléant et collaborateur parlementaire, annonce sa démission le 2 juin 2023. La presse locale évoque un différend de point de vue et une distance entre les deux hommes depuis janvier 2023.
Alors que son mandat est écourté le 9 juin 2024 en raison d'une dissolution parlementaire décidée par Emmanuel Macron, il se représente aux élections législatives anticipées dans la douzième circonscription du Nord. Il est réélu dès le premier tour avec 54,74 % des suffrages exprimés. Pour la XVIIe législature, il rejoint la commission des Lois constitutionnelles, de la Législation et de l'Administration générale de la République au sein de l'Assemblée nationale.
En 2025, Michaël Taverne participe à l'élaboration de la loi visant à sortir la France du piège du narcotrafic, aux côtés de plusieurs députés de tous bords ; le texte est adopté par l'Assemblée nationale.

## Résultats aux élections législatives
| Année | Parti  | Parti | Circonscription | 1er tour | 1er tour | 1er tour | 2d tour | 2d tour | 2d tour | Issue |
| Année | Parti  | Parti | Circonscription | Voix     | %        | Rang     | Voix    | %       | Rang    | Issue |
| ----- | ------ | ----- | --------------- | -------- | -------- | -------- | ------- | ------- | ------- | ----- |
| 2017  |        | DLF   | 8e des Yvelines | 658      | 2,11     | 9e       |         |         |         | Battu |
| 2022  |        | RN    | 12e du Nord     | 13 727   | 33,91    | 1er      | 20 415  | 52,82   | 1er     | Élu   |
| 2024  | 31 567 | RN    | 12e du Nord     | 54,74    | 1er      |          |         |         | Élu     |       |